# 3C 273

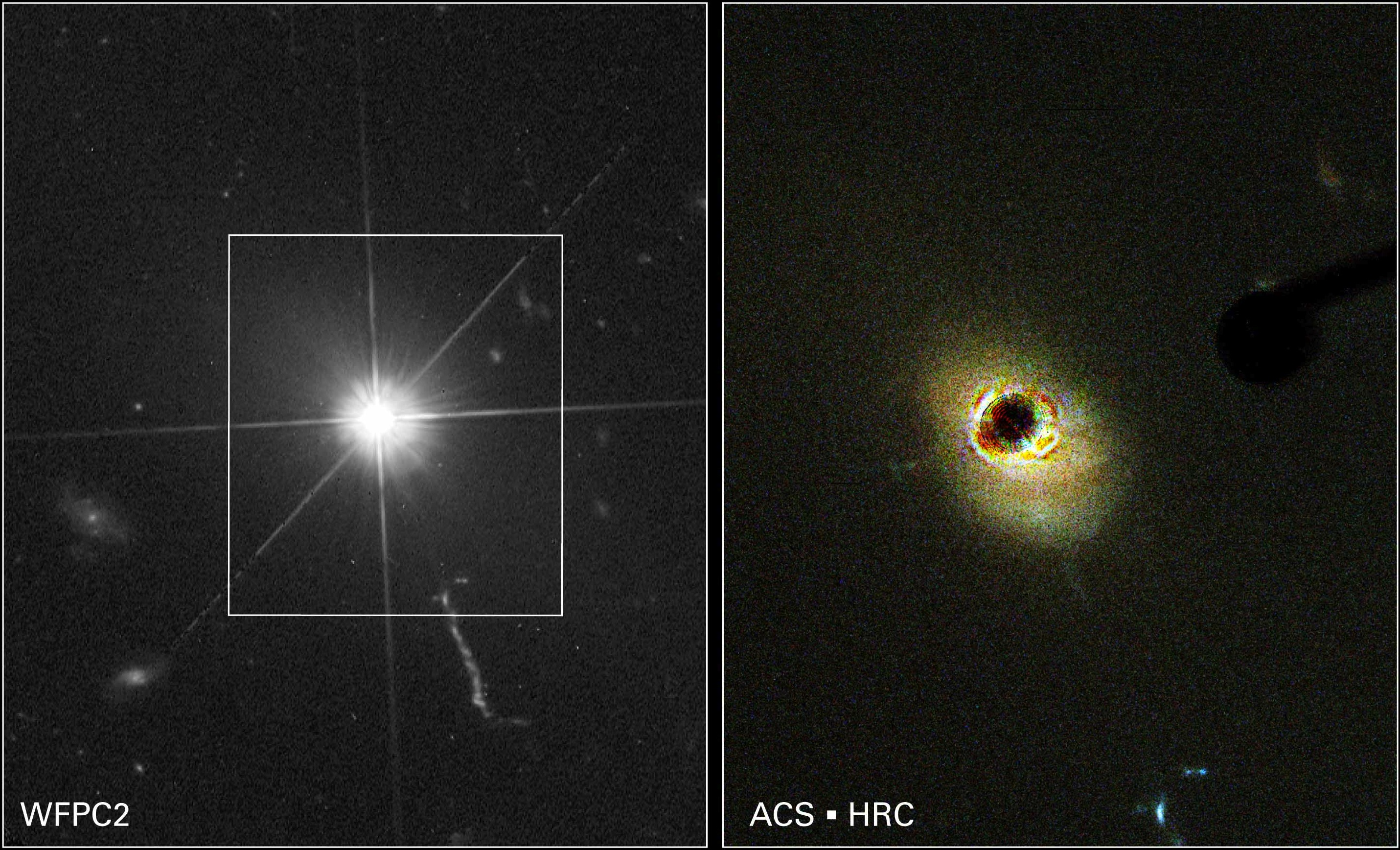
Quasar 3C273 gefotografeerd door de Hubble Space Telescope.

3C 273 is de optisch helderst bekende quasar, en is te vinden in de richting van het sterrenbeeld Maagd.

## Naam
De naam betekent dat het bron 273 is (gerangschikt in rechte klimming) in de Third Cambridge Catalogue of Radio Sources uit 1959. Een nauwkeurige positie werd verkregen door waarnemingen met de Parkes Radiotelescoop van bedekkingen van 3C 273 door de Maan
Daarna werd de radiobron geassocieerd met een optische tegenhanger, een onopgelost stellair object. In 1963 publiceerden Maarten Schmidt en Bev Oke twee in artikels in Nature dat 3C 273 een grote roodverschuiving, namelijk z = 0,158 heeft, waarmee het enkele miljarden lichtjaren ver weg zou staan.

## Ontdekking
Voor de ontdekking van 3C 273 waren verscheidene andere radiobronnen al geassocieerd met optische tegenhangers, waarvan de eerste 3C 48 was. Ook waren de kernen van vele actieve sterrenstelsels fout geïdentificeerd als veranderlijke sterren, waaronder de beroemde BL Lac, W Com, en AU CVn. Er werd echter niet begrepen wat deze objecten waren omdat hun spectra niet leken op spectra van normale sterren. 3C 273 was het eerste object dat geïdentificeerd werd als wat we nu kennen als quasar – extreem heldere objecten op kosmologische afstand.

## Eigenschappen

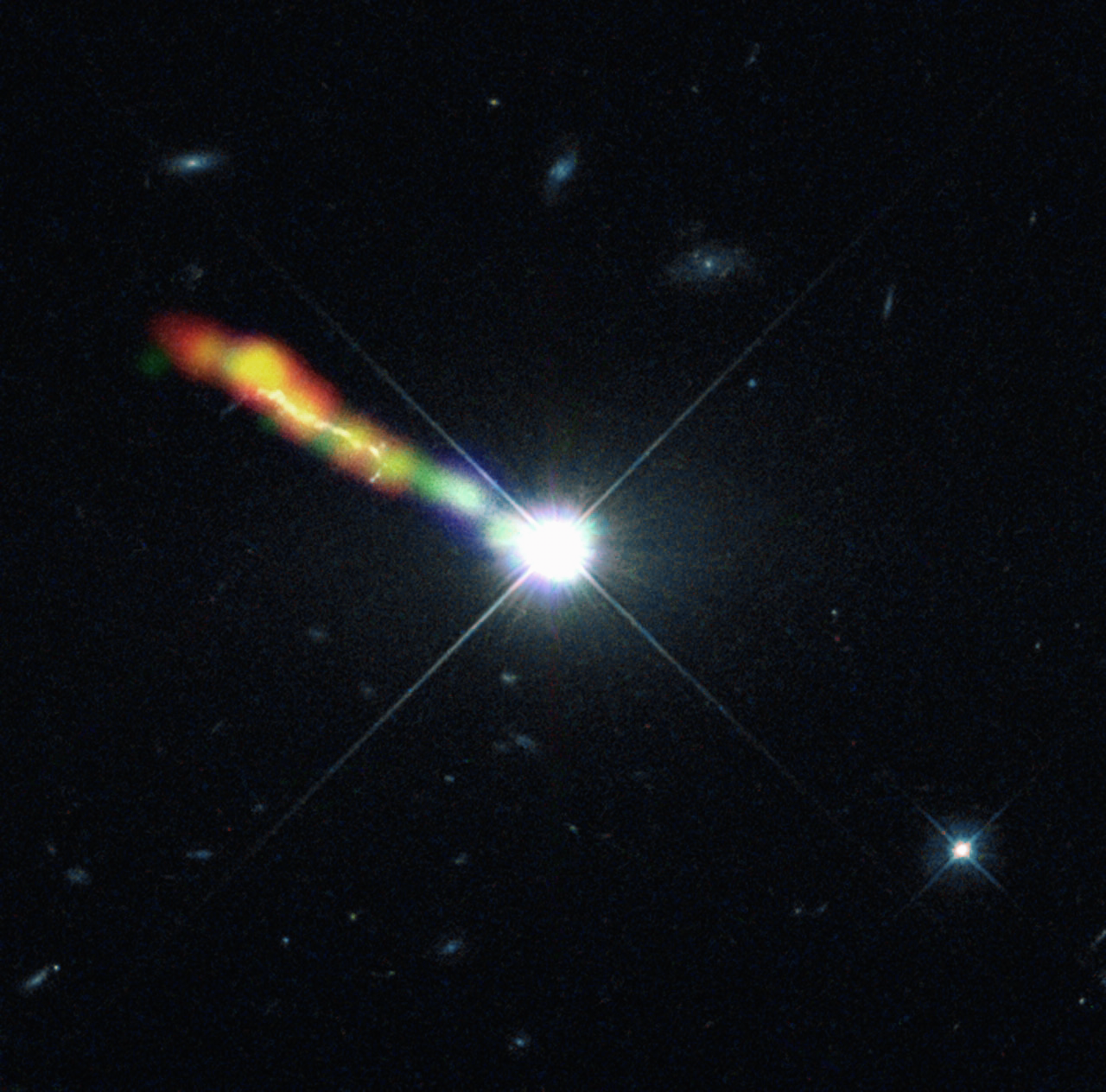
De jet van 3C 273

Met een snelheid van 47469 ± 20 km/s ( roodverschuiving z =0,158339 ± 0,000067) is de afstand 649,1 ± 45,4 Mpc
ofwel 2.117 miljard lichtjaar.
De quasar heeft een lichtkracht (absolute helderheid) van ongeveer 2 biljoen (2×1012) maal die van de Zon, oftewel 100 maal die van een flink sterrenstelsel zoals de Melkweg. Wanneer deze quasar zich op slechts 33 lichtjaar afstand van de aarde zou bevinden, zou hij ongeveer even helder zijn als de zon.
3C 273 is een radio loud quasar en was ook een van de eerste extragalactische röntgenbronnen (ontdekt in 1970).
De quasar heeft een relativistische jet met een schijnbare lengte van 23 boogseconden, wat overeenkomt met ongeveer 200.000 lichtjaar. De jet vertoont heldere knopen met daartussen gebieden met zwakkere emissie .
3C 273 ligt in het centrum van een reusachtig elliptisch sterrenstelsel met een schijnbare magnitude van 16 en een schijnbare grootte van 30 boogseconden.
Het is nog steeds niet bekend hoe de röntgenstraling in 3C 273 precies ontstaat. De lichtkracht van 3C 273 is variabel op elke
golflengte van radiostraling tot gammastraling op tijdschalen van enkele dagen tot tientallen jaren.
De straling van de jet is gepolariseerd met dezelfde oriëntatie bij waarneming in het radio-, infrarode- en optische gebied. Dit is te wijten aan synchrotronstraling, die veroorzaakt wordt door een jet van geladen deeltjes die met relativistische snelheden beweegt.
Er wordt gedacht dat zulke jets ontstaan door de interactie van een centraal zwart gat en een accretieschijf.

## Externe links

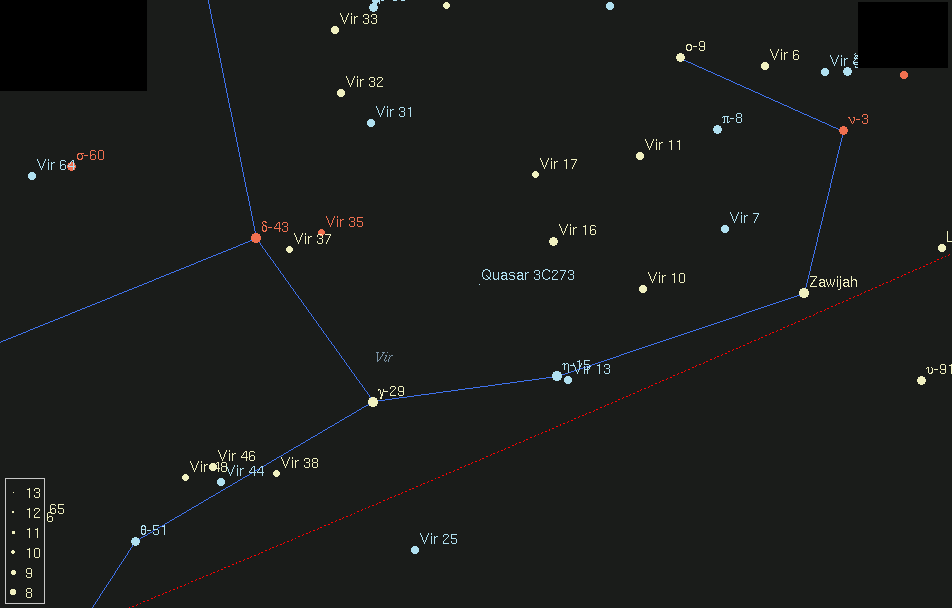
De plaats van 3C273 in Virgo